# Итапиуна
Итапиуна (порт. Itapiúna)  —  муниципалитет в Бразилии, входит в штат Сеара. Составная часть мезорегиона Север штата Сеара. Входит в экономико-статистический  микрорегион Батурите. Население составляет 18 593 человека на 2006 год. Занимает площадь 588,684 км². Плотность населения — 31,6 чел./км².

## Статистика
- Валовой внутренний продукт на 2003 составляет 27.043.290,00 реалов (данные: Бразильский институт географии и статистики).
- Валовой внутренний продукт на душу населения на 2003 составляет 1.550,11 реалов (данные: Бразильский институт географии и статистики).
- Индекс развития человеческого потенциала на 2000 составляет 0,633 (данные: Программа развития ООН).